# Chwalimir
Chwalimir, Chalimir, Falimir, Kwalimir – staropolskie imię męskie, złożone z członu Chwali- („chwalić, sławić, dziękować”) i -mir („pokój, spokój, dobro”). Prawdopodobnie oznaczało „tego, który sławi pokój”.
Forma „Falimir” powstała w wyniku uproszczenia się grupy chw w f, które zaszło na Śląsku, w Małopolsce i na Mazowszu w polszczyźnie epoki przedpiśmiennej.  
Chwalimir imieniny obchodzi 17 maja i 8 lipca.
Żeński odpowiednik: Chwalimira